# Aculus tetanothrix
Espèce
Aculus tetanothrix est une espèce d'acariens de la famille des Eriophyidae, parasite à l'origine de galles sur le Saule.

## Systématique
Le nom valide complet (avec auteur) de ce taxon est Aculus tetanothrix (Nalepa, 1889).
L'espèce a été initialement classée dans le genre Cecidophyes sous le protonyme Cecidophyes tetanothrix Nalepa, 1889,.
Aculus tetanothrix a pour synonymes :
- Aceria tetanothrix (Nalepa, 1889)
- Aculops tetanothrix (Nalepa, 1889)
- Cecidophyes tetanothrix Nalepa, 1889

## Étymologie
Son épithète spécifique, tetanothrix, du grec ancien τετανός, tetanós, « tendu, rigide », et θρίξ, thríx, « poil, cheveu, filament », fait référence à ses poils longs et raides.

## Publication originale
- (de) Alfred Nalepa, « Beiträge zur Systematik der Phytopten », Sitzungsberichte der Kaiserlichen Akademie der Wissenschaften. Mathematisch-naturwissenschaftliche Classe. Abteilung I, Autriche, vol. 98,‎ 1889, p. 112-154 (ISSN 0371-4810, lire en ligne, consulté le 30 juillet 2023).